# Sven Kroner
Sven Kroner (* 27. November 1973 in Kempten) ist ein zeitgenössischer deutscher Künstler.

## Leben
Kroner wuchs in Kaufbeuren im Allgäu auf. Er studierte von 1994 bis 2000 an der Kunstakademie Düsseldorf und war dort Meisterschüler in der Klasse von Dieter Krieg. Während seines Studiums erhielt er 1999 den Paul-Strecker-Preis für Malerei der Stadt Mainz und im Jahre 2000 den Förderpreis Junge Kunst der Stadt Stadtlohn. 2004 bekam Kroner eine Projektförderung durch die Kunststiftung NRW und ein Arbeitsstipendium der Stiftung Kunstfonds Bonn.
Von 2011 bis 2012 unterrichtete Kroner eigenen Angaben zufolge als Gastdozent an der Hogeschool voor de kunsten in Arnhem in den Niederlanden. 2012 bis 2013 war er an der Bauhaus-Universität Weimar erst Gastdozent für Malerei und dann von 2014 bis 2016 Gastprofessor.
Sven Kroners meist großformatige Werke zeigen größtenteils Landschaften und Interieurs.

## Ausstellungen (Auswahl)

### Einzelausstellungen
- 2001 Paul Strecker – Preis, Landesmuseum Mainz
- 2002 Bilder, Kunsthalle Darmstadt
- 2008 Hidden Path, Yvon Lambert Gallery, New York[4]
- 2011 Harvest, LVR – Römermuseum Xanten / Kunstverein Xanten[5]
- 2012 Expedition, Marc Straus Gallery, New York[6]
- 2016 Walk Like A Giant, Overbeck-Gesellschaft, Lübeck
- 2017 Sven Kroner, Galerie der Stadt Backnang[7]
- 2019 Sven Kroner, Neue Galerie Gladbeck[8]
- 2020 Im Mondlicht, Museum Bensheim[9]

### Gruppenausstellungen
- 2001 Der Berg, Heidelberger Kunstverein[10]
- 2003 Wings Of Art. Motiv Flugzeug, Ludwig Forum, Aachen[11]
- 2003 How High Can You Fly, Kunsthaus Glarus, Schweiz[12]
- 2006 Iconica, Museo Patio Herreriano, Valladolid, Spanien[13]
- 2013 Haltlose Gründe, Kunsthalle Darmstadt[14]
- 2016 Perfect World, Kunsthaus Kaufbeuren[15]
- New Acquisitions, Hildebrand Collection, G2 Kunsthalle, Leipzig[16]
- 2021 How We Live, Part 2, Hudson Valley Moca, Peekskill, USA[17]